# Drewitz (Potsdam)
Drewitz è un quartiere della città tedesca di Potsdam.